# Ezkaroze
Ezkaroze (en basc, cooficialment en castellà Ezcároz) és un municipi de Navarra, a la comarca de Roncal-Salazar, dins la merindad de Sangüesa.

## Demografia
| Evolució demogràfica                                | Evolució demogràfica | Evolució demogràfica | Evolució demogràfica | Evolució demogràfica | Evolució demogràfica | Evolució demogràfica | Evolució demogràfica | Evolució demogràfica | Evolució demogràfica | Evolució demogràfica |
| 1996                                                | 1998                 | 1999                 | 2000                 | 2001                 | 2002                 | 2003                 | 2004                 | 2005                 | 2006                 | 2007                 |
| --------------------------------------------------- | -------------------- | -------------------- | -------------------- | -------------------- | -------------------- | -------------------- | -------------------- | -------------------- | -------------------- | -------------------- |
| 364                                                 | 356                  | 363                  | 362                  | 369                  | 364                  | 363                  | 363                  | 363                  | 352                  | 363                  |
| Fonts: Ezkaroze i Institut d'Estadística de Navarra |                      |                      |                      |                      |                      |                      |                      |                      |                      |                      |

## Personatges il·lustres
- Gabriel Urralburu, polític navarrès que fou President del Govern de Navarra.
- Cesár Cruchaga, futbolista navarrès, capità del Club Atlético Osasuna.